# Maxwell-relation
Maxwell-relationerne er sammenhænge mellem de afledte af forskellige termodynamiske variable.
Fx er den afledte af temperatur {\displaystyle T} mht. volumen {\displaystyle V} ved konstant entropi {\displaystyle S} lig med den negative afledte af tryk {\displaystyle p} mht. entropi ved konstant volumen:
{\displaystyle \left({\frac {\partial T}{\partial V}}\right)_{S}=-\left({\frac {\partial p}{\partial S}}\right)_{V}}
Vha. de termodynamiske potentialer kan adskillige Maxwell-relationer formuleres.

## Udledning
For et arbitrært termodynamisk potential {\displaystyle f}, der er en funktion af de variable {\displaystyle x} og {\displaystyle y}, kan en infinitesimal ændring {\displaystyle \mathrm {d} f} skrives som en ændring langs med {\displaystyle x} plus en ændring langs med {\displaystyle y}:
{\displaystyle \mathrm {d} f=\left({\frac {\partial f}{\partial x}}\right)_{y}\mathrm {d} x+\left({\frac {\partial f}{\partial y}}\right)_{x}\mathrm {d} y}
Hvis de partielle afledte kaldes for {\displaystyle F_{x}} og {\displaystyle F_{y}}
{\displaystyle {\begin{aligned}F_{x}&=\left({\frac {\partial f}{\partial x}}\right)_{y}\\F_{y}&=\left({\frac {\partial f}{\partial y}}\right)_{x}\end{aligned}}}
Da {\displaystyle \mathrm {d} f} er et eksakt differential, gælder Clairauts sætning, der siger, at rækkefølgen for differentiering ikke har betydning:
{\displaystyle {\frac {\partial ^{2}f}{\partial x\partial y}}={\frac {\partial ^{2}f}{\partial y\partial x}}}
Dermed gælder den generelle Maxwell-relation:
{\displaystyle \left({\frac {\partial F_{x}}{\partial y}}\right)_{x}=\left({\frac {\partial F_{y}}{\partial x}}\right)_{y}}
Denne fremgangsmåde kan anvendes på et hvilket som helst termodynamisk potential:

### Eksempel
Som eksempel kan den indre energi {\displaystyle U} bruges. For et system med tryk-volumen-arbejde er differentialet:
{\displaystyle \mathrm {d} U=\left({\frac {\partial U}{\partial S}}\right)_{V}\mathrm {d} S+\left({\frac {\partial U}{\partial V}}\right)_{S}\mathrm {d} V=T\mathrm {d} S-p\mathrm {d} V}
I forhold til det generelle eksempel svarer de første afledte til:
{\displaystyle {\begin{aligned}F_{S}&=T\\F_{V}&=-p\end{aligned}}}
Ved hjælp af den indre energi findes altså Maxwell-relationen:
{\displaystyle {\begin{aligned}\left({\frac {\partial F_{S}}{\partial V}}\right)_{S}&=\left({\frac {\partial F_{V}}{\partial S}}\right)_{V}\\\left({\frac {\partial T}{\partial V}}\right)_{S}&=-\left({\frac {\partial p}{\partial S}}\right)_{V}\end{aligned}}}
Dette er Maxwell-relationen fra indledningen.